# Górnie Kliutxí
Górnie Kliutxí (en rus: Горные Ключи) és un poble (possiólok) del krai de Primórie, a l'Extrem Orient de Rússia, que el 2019 tenia 4.050 habitants.